# Solomon Jabby
Solomon Jabby, artistnamn för Peyton Ritter, född 29 juni 1974, är en kristen dubreggaeartist från USA. Han gör dub enligt den gamla skolan och påminner musikaliskt lite om till exempel Augustus Pablo. Jabby är en multinstrumentalist och ingår även i gruppen Christafari.

## Diskografi
- 2001 – Rootical Revelations
- 2004 – Zion Gates
- 2007 – Firmly Planted
- 2009 – Firmly Planted In Dub